# Puccinia
Genre
Puccinia est un genre de champignons basidiomycètes de la famille des Pucciniaceae.
Ces champignons microscopiques sont responsables de maladies fongiques appelées rouilles.
Largement distribués dans tous les continents, ils peuvent affecter de nombreux végétaux de la strate herbacée jusqu'à de grands arbres (les peupleraies artificielles, notamment) ainsi que certaines cultures (pomme de terre, tomate, céréales, etc.).
Des plantes affaiblies ou en fin de vie, ou poussant dans un milieu inadapté, y sont généralement beaucoup plus sensibles.

## Pathogénicité
De nombreuses espèces de Puccinia sont responsables de maladies des plantes cultivées, avec par exemple :
- Puccinia asparagi - rouille de l'asperge,
- Puccinia graminis - rouille des céréales,
- Puccinia hordei - rouille naine de l'orge,
- Puccinia horiana - rouille blanche du chrysanthème,
- Puccinia psidii - rouille du goyavier,
- Puccinia recondita - rouille brune,
- Puccinia striiformis - rouille jaune des graminées,
- Puccinia triticina - rouille brune du blé.

## Génétique
La première espèce du genre Puccinia dont le génome a été séquencé est une sous-espèce de Puccinia graminis (Puccinia graminis f. sp tritici) ; c'est le second urédiniomycète à avoir été séquencé (le premier étant Sporobolomyces roseus).

## Espèces
Des milliers d'espèces ont été décrites au sein du genre Puccinia, dont (court extrait de la liste) :
- Puccinia angustata
- Puccinia arachidis
- Puccinia aristidae
- Puccinia asparagi
- Puccinia cacabata
- Puccinia campanulae
- Puccinia carthami
- Puccinia coronata
- Puccinia dioicae
- Puccinia erianthi
- Puccinia extensicola
- Puccinia graminis
- Puccinia helianthi
- Puccinia hordei
- Puccinia horiana
- Puccinia kuehnii
- Puccinia malvacearum
- Puccinia melanocephala
- Puccinia menthae
- Puccinia pelargonii-zonalis
- Puccinia phyllostachydis, Kusano
- Puccinia pittieriana
- Puccinia psidii
- Puccinia punctiformis
- Puccinia purpurea
- Puccinia recondita
- Puccinia schedonnardii
- Puccinia striiformis
- Puccinia subnitens
- Puccinia substriata
- Puccinia thaliae
- Puccinia triticina
- Puccinia urticata
- Puccinia xanthii

Liste plus complète sur Wikispecies

## Galerie d'images

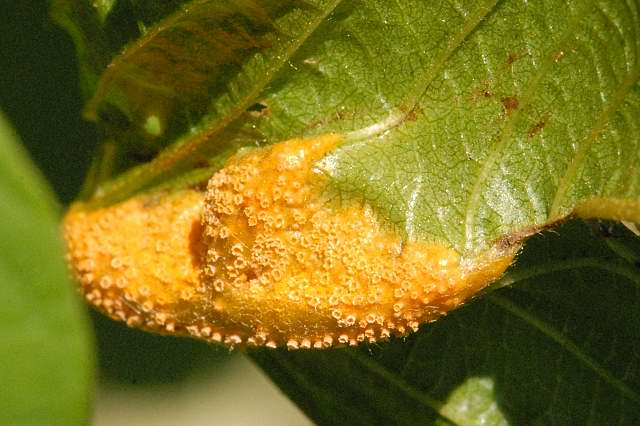
Puccinia coronata
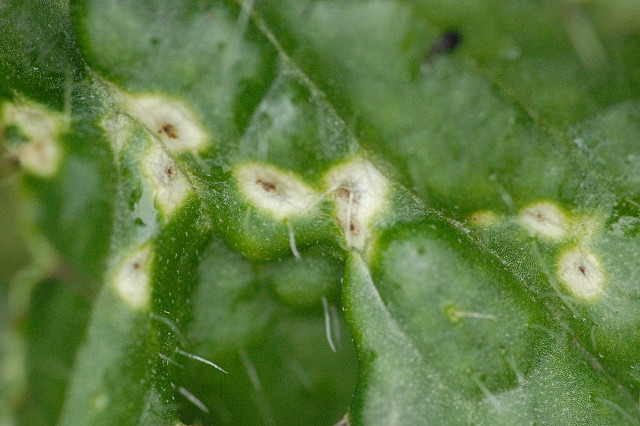
Puccinia cnici